# Genuflexión de Varsovia

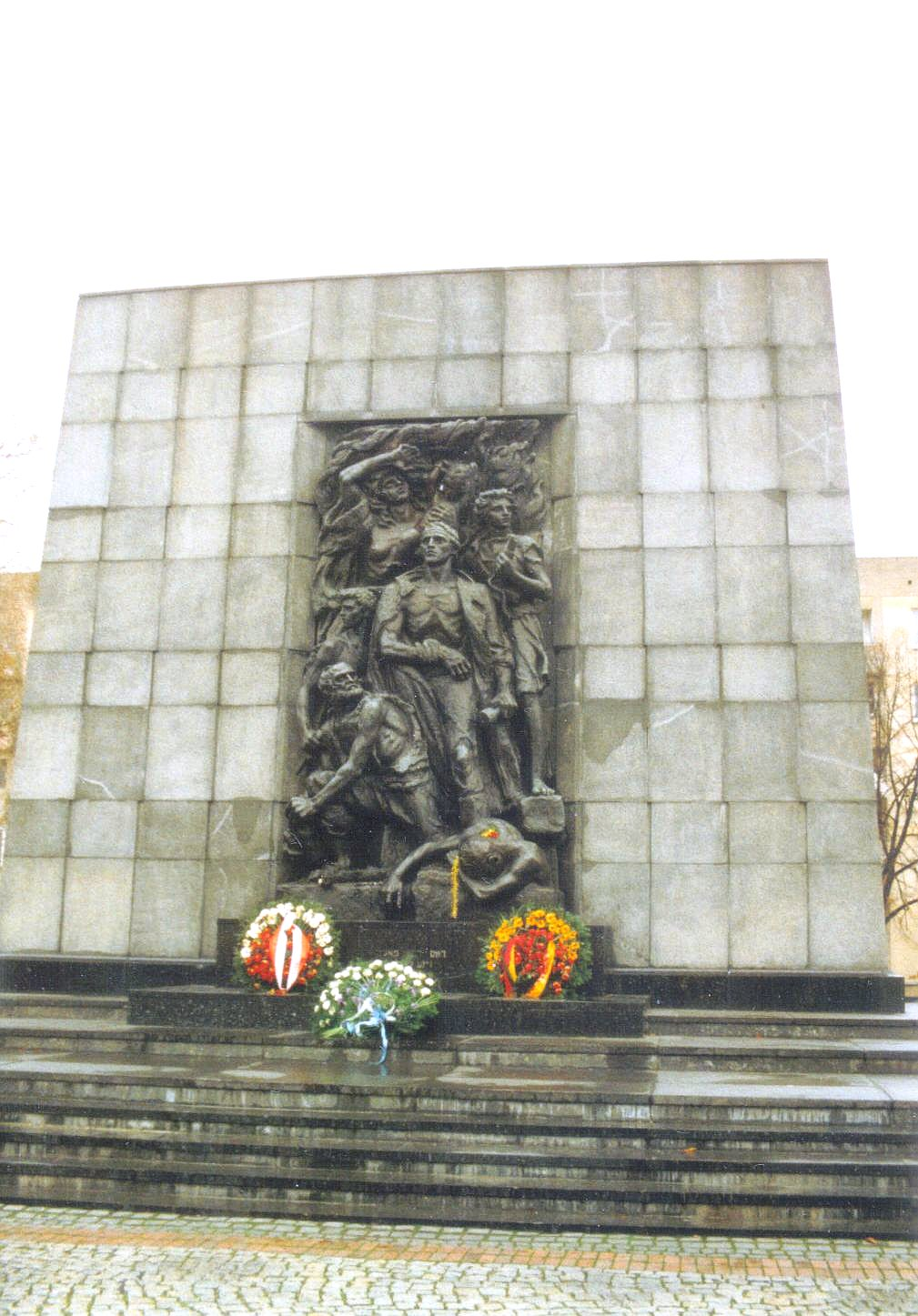
El monumento conmemorativo al levantamiento del Gueto de Varsovia.

La genuflexión de Varsovia (en alemán, Kniefall von Warschau) se refiere al gesto de humildad y penitencia realizado por el canciller socialdemócrata de Alemania Occidental Willy Brandt hacia las víctimas del levantamiento del Gueto de Varsovia.
El hecho tuvo lugar durante la visita a su monumento conmemorativo el 7 de diciembre de 1970, en lo que para ese entonces era la República Popular de Polonia comunista. Después de depositar un arreglo floral, Brandt, sorprendentemente y aparentemente de forma espontánea, se arrodilló. Permaneció en esa posición silenciosamente por un corto espacio de tiempo, rodeado por un gran grupo de dignatarios y la prensa.
Brandt había resistido activamente el régimen nazi en sus inicios y pasó la mayor parte del tiempo que duró el mandato de Hitler en el exilio. La ocasión de la visita de Brandt a Polonia en ese tiempo fue la firma del Tratado de Varsovia entre Alemania Occidental y la República Popular de Polonia, que garantizaba la aceptación alemana de los nuevos límites de Polonia. El tratado fue uno de los pasos de la política iniciada por Brandt (la 'Ostpolitik') para disminuir las tensiones entre Occidente y el Bloque del Este durante la Guerra Fría.
La moneda de Alemania de 2020 Archivado el 3 de enero de 2020 en Wayback Machine. de 2 euros conmemorativos está dedicada a este hito histórico.